# Vox Bona

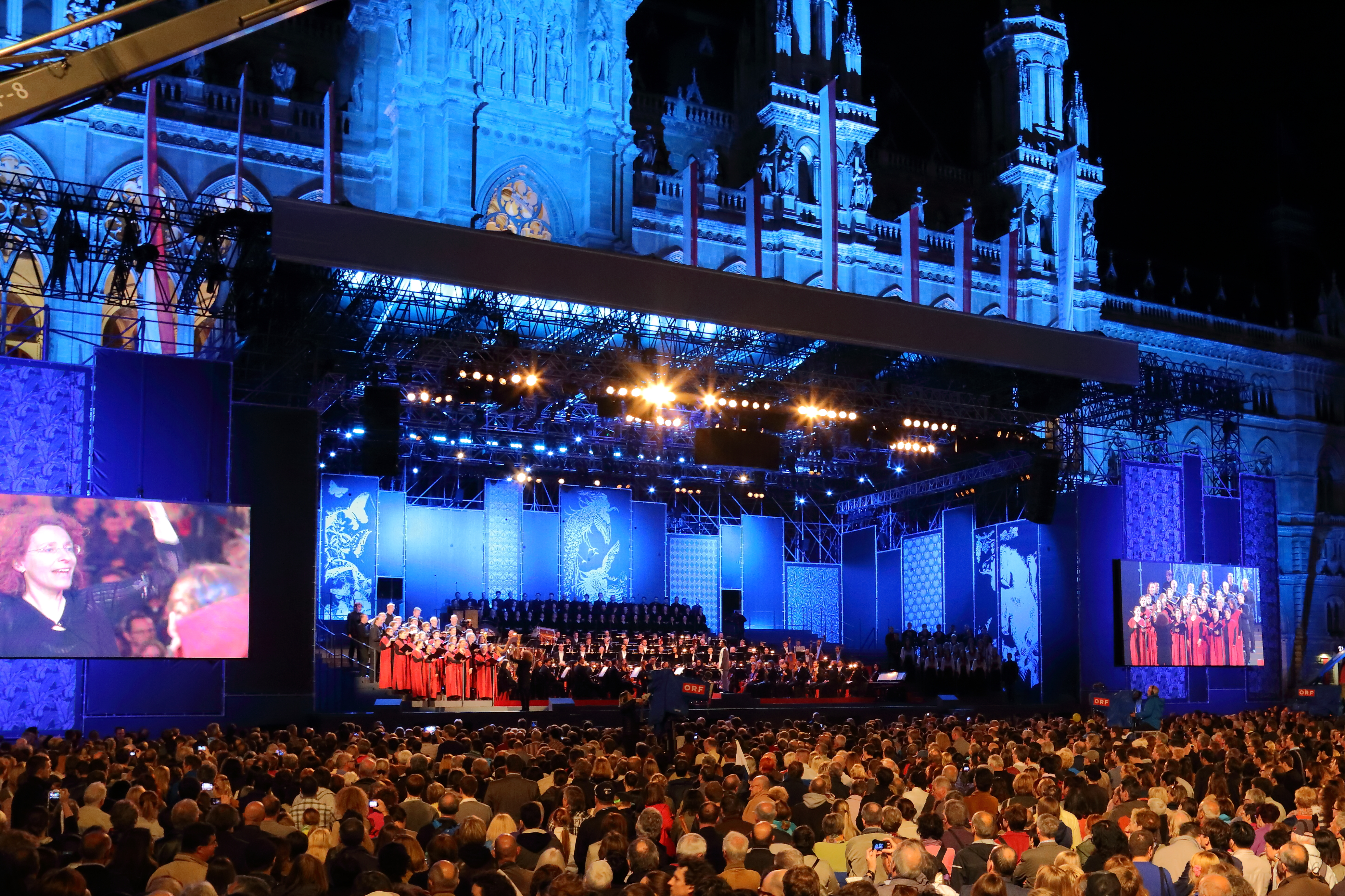
Auftritt des Chors bei der Eröffnungsveranstaltung der Wiener Festwochen 2014. Die linke Videowall zeigt die Chorleiterin Karin Freist-Wissing.

Vox Bona (lat.: „gute Stimme“), der Kammerchor der Kreuzkirche Bonn, ist ein Gemischter Chor mit ungefähr 45 Mitgliedern aus dem Köln-Bonner Raum.

## Tätigkeit, Geschichte, Repertoire
Ein Schwerpunkt der Konzerttätigkeit sind barocke Oratorien und Kantaten in Zusammenarbeit mit Orchestern wie Concerto Köln, Neue Düsseldorfer Hofmusik, l’arte del mondo und Concerto con Anima. Der Chor beteiligt sich regelmäßig an internationalen Wettbewerben und nimmt an Rundfunkproduktionen teil.
1990 übernahm die Kirchenmusikdirektorin Karin Freist-Wissing die Leitung des Kammerchors. Das Repertoire umfasst mittelalterliche Ostersingspiele, szenische Aufführungen barocker Oratorien, Hörspielproduktionen und A-cappella-Literatur aller Epochen.

## Leitung
Karin Freist-Wissing studierte an der Hochschule für Musik Detmold Kirchenmusik und Orchesterdirigieren. Seit 1990 leitet sie die Chor- und Orchesterarbeit an der Bonner Kreuzkirche, der größten evangelischen Kirche im Rheinland. Sie führt regelmäßig große Oratorien verschiedener Epochen auf und leitet sinfonische Orchesterkonzerte. Den Schwerpunkt legt sie auf interdisziplinäre musikalische Projekte in Zusammenarbeit mit Kunst, Theater, Tanz, Schauspiel.

## Auszeichnungen
(Auswahl)
- 2007: 11. Internationaler Chorwettbewerb in Budapest
  - 1. Preis Kategorie „Gemischte Chöre mit Pflichtstück“[1]
- 2008: Teilnahme am Internationalen Chorwettbewerb der European Broadcasting Union (EBU) „Let the Peoples Sing“ (Nominierung des WDR)
- 2009: Landeschorwettbewerb NRW, Bonn
  - 1. Preis Kategorie A2
- 2010: 8. Deutscher Chorwettbewerb, Dortmund
  - 2. Preis Kategorie A2 und Sonderpreis für das innovativste und spannendste Wettbewerbsprogramm
- 2012: XII. Concorso Corale Internazionale Riva del Garda
  - 1. Preis Kategorie „Gemischte Chöre mit Pflichtstück“
  - 1. Preis Kategorie „Sakrale Musik“
  - 1. Preis aller Kategorien „Gran Premio“ sowie
  - Publikumspreis[2]
- 2016: Chorwettbewerb des Deutschen Chorfests 2016, Stuttgart
  - 1. Preis Kategorie „Zeitgenössische Chormusik“, Stufe 1
  - 2. Preis Kategorie „Romantik weltlich“, Stufe 1[3]
- 2022: Gewinner des Concerti Fotowettbewerbs Jahr der Chöre 2022, Titelseite der Maiausgabe mit Regionalteil West, Foto: Christian Palm Fotografie[4]

## Festivals
- 2014: Wiener Festwochen, Eröffnungsveranstaltung
- 2015, 2017, 2018, 2019, 2021, 2022, 2023[5], 2024[6], 2025[7]: Beethovenfest Bonn
- 2016: Deutsches Chorfest Stuttgart
- 2017: Brühler Schlosskonzerte
- 2018: Festival Alte Musik Knechtsteden
- 2019, 2024[8][9]: Bachfest Leipzig, J.S. Bach Matthäuspassion szenisch (2019), J.S. Bach Johannespassion szenisch (2024)
- 2022[10]: Thüringer Bachwochen, Matthäuspassion 2727
- 2022: Deutsches Chorfest Leipzig

## Rundfunkproduktionen
- 2004–2007: 4 Weihnachtskonzerte der Deutschen Welle mit weltweiter Live-Übertragung
- 2007: Live-Konzert aus dem großen Sendesaal des WDR in Köln
- 2011: ARD Fernsehgottesdienst zum Tag der Deutschen Einheit aus der Kreuzkirche (Bonn)[11]
- 2014: Teilnahme am Eröffnungskonzert der Wiener Festwochen mit Live-Übertragung in ORF 2 und 3sat[12]
- 2015: Uraufführung von 3 Beethovenliedern (Bearbeitung für Kammerchor von Clytus Gottwald) beim Internationalen Beethovenfest Bonn 2015 mit Übertragung im WDR
- 2016: Mitschnitt des Südwestrundfunks SWR des Wettbewerbsbeitrags Zeitgenössische Chormusik des Deutschen Chorfests Stuttgart 2016
- 2018: Beethovenfest Bonn: Konzertmitschnitt des Deutschlandfunk, Werke von Ludwig van Beethoven und Andrea Lucchesi[13]
- 2021: Beethovenfest Bonn: Liveübertragung des Eröffnungskonzert ARD-Radiofestival 2021, Ludwig van Beethoven 9. Sinfonie, Leitung: Jordi Savall[14][15]
- 2022: Deutsches Chorfest: Konzertmitschnitt des Nachtklangkonzerts in der Thomaskirche Leipzig von Deutschlandfunk Kultur

## Diskografie
- Marien-Liebeslieder (1997, audite)
- Moon, night, dream (2002, audite)
- Es ist ein Ros’ entsprungen[16] (2009, audite)